# Miquel Dòria i Mitjana
Miquel Dòria i Mitjana (Arfa, Alt Urgell, 15 d'agost de 1737 - Gènova, Itàlia, 13 de novembre de 1819) va ser un jesuïta i poeta català.

## Biografia
Procedent d'una família genovesa com eren els Dòria, arribats a Arfa a finals del segle xvi, el seu nom complet és Josep Miquel Francesc Dòria i Mitjana. Fill de Josep Dòria (sastre de professió) i Isabel Mitjana. Es devia formar al Col·legi de Sant Andreu de la Seu d'Urgell, però ingressà a la Companyia de Jesús el 10 de juliol de 1756 a la Residència de Novicis de Tarragona, on va romandre fins al 1758, any que fou destinat al Col·legi de Manresa. L'any següent passa al de Graus, on roman durant dos anys. Al 1761 va al Col·legi de Saragossa, on és company dels germans Josep Pignatelli (futur Sant Josep Pignatelli) i Nicolau Pignatelli. Allà fou ordenat sacertot al novembre de 1764 per l'Arquebisbe de Tarragona. Aquell mateix any passa al Col·legi de Sant Ignasi de Lleida, on fa de professor de Gramàtica fins al moment de l'expulsió decretada pel rei Carles III al 1767.
El 3 d'abril del mateix 1767 ha de marxar a l'exili amb tots els jesuïtes dependents de la Corona Espanyola. Embarca l'1 de maig a Salou a la sagetia Nostra Senyora de Cinta amb 38 jesuïtes més; en total són tretze les naus que porten tots els jesuïtes depenenents de la Província d'Aragó (que incloïa l'homònima regió així com Catalunya, el País Valencià i les Illes Balears). Els jesuïtes balears s'afegeixen al seu pas per Palma, d'on surten el 3 de maig en direcció als Estats Pontificis. Arribats al port de Civitavecchia el 13 de maig, el Papa Climent XIII no els deixa desembarcar i fan cap a Còrsega (desembarquen a Bonifacio el 28 d'agost). El 12 de setembre de 1768 salpen vers Gènova, on arriben el dia 22, però tampoc allà els deixaren desembarcar perquè aleshores aquesta illa havia passat a França, que ja havia expulsat els membres de la Companyia de Jesús al 1764. El dia 30 salpen cap a Porto Fino, on arriben el 3 d'octubre. D'allà passen a Sestri, on desembarcaren el dia 8. Des d'allà travessen els Apenins a peu i a cavall, i el 12 fan cap a Fornovo, i d'allà a Parma, Reggio, Mòdena, Bolonya i, finalment, Ferrara, on estigueren fins a l'extinció de la Companyia de Jesús (1773). Fou allà on el 15 d'agost de 1770 professà els seus vots.
Des de 1774 el trobem a Gènova, on romandrà fins a la seva mort, llevat d'una notícia que el situa a Càller (Cagliari, Sargenya) a l'agost de 1801 participant en la restauració de la Companyia de Jesús a la vora del pare Luigi Panizzoni: es tracta d'una carta adreçada al pare Giuseppe Piras (a Cagliari) pel pare Luigi Panizzoni el 22 d'agost de 1801 per demanar al Sant Pare, aleshores Pius VII, la restauració de la Companyia de Jesús a Itàlia i Sardenya. Segons l'informe necrològic conservat, fou admès pel pare Josep Pignatelli per la restauració de la Companyia de Jesús des de Nàpols (1804), administrava el sagrament de la penitència als catalans que recorrien a ell, assistia els que estaven al la presó i donava l'almoina un cop per setmana; també diu allà que exercí de confessor durant divuit anys a Gènova. Així mateix, hi consta que va contribuir -des de la distància, naturalment- en l'apertura del noviciat de Manresa (1816). Després de la mort de Josep Pignatelli (1811), el pare Luigi Fortis, provincia a Roma (1815-1818), va permetre la seva entra a la Residència de la Companyia de Jesús a Gènova, on va viure dos anys fins que el va sorprentre una malaltia que durà tres mesos i mig. Va morir el dia de Sant Estanislau Kostka (13 de novembre) de 1819; oficiaren el seu enterrament els pares Luigi Petrucci i Sebastiano Rosselli.

## Obra
Tota la seva producció litarària està escrita en llatí, tant els poemes com els discursos, i ha restat inèdita (es conserva al fons de la Companyia de Jesús de l'Arxiu Municipal de Lleida, on hi va fer cap arran de l'expulsió de 1767) fins que ha estat donada a conèixer per Carlos Rizos en diferents publicacions:
Christus Natus: Ecloga inter Fuscum et Marcum
Ad Divum Aloysium: Epos